# Farkas Bolyai
Farkas Bolyai, cunoscut în Germania ca Wolfgang Bolyai, (n. 9 februarie 1775, Buia, România – d. 20 noiembrie 1856, Mureș-Oșorhei, Imperiul Austriac) a fost un matematician maghiar din Transilvania, cunoscut mai ales pentru contribuțiile sale în domeniul geometriei.
A fost tatăl matematicianului János Bolyai.

## Biografie
S-a născut în Bolya (astăzi Buia), într-o familie de nobili sărăciți.
Strămoșii săi s-au distins în luptele antiotomane.
A fost pregătit acasă de tatăl său până la vârsta de 6 ani, când a fost trimis la colegiul din Aiud (azi Colegiul Național Bethlen din Aiud).
În 1790 a intrat la Colegiul Calvin din Cluj.
În 1796 a plecat în Germania și a frecventat, pe rând, universitățile de la Jena și de la Göttingen. În această perioadă a legat o strânsă prietenie cu matematicianul german Carl Friedrich Gauss.
În 1799 s-a întors la Cluj, unde s-a căsătorit și unde i s-a născut primul fiu, János Bolyai.
În 1800, s-a căsătorit cu Susana Benkö, fiica unui chirurg, dar această căsătorie nu a fost fericită, ea fiind bolnăvicioasă.

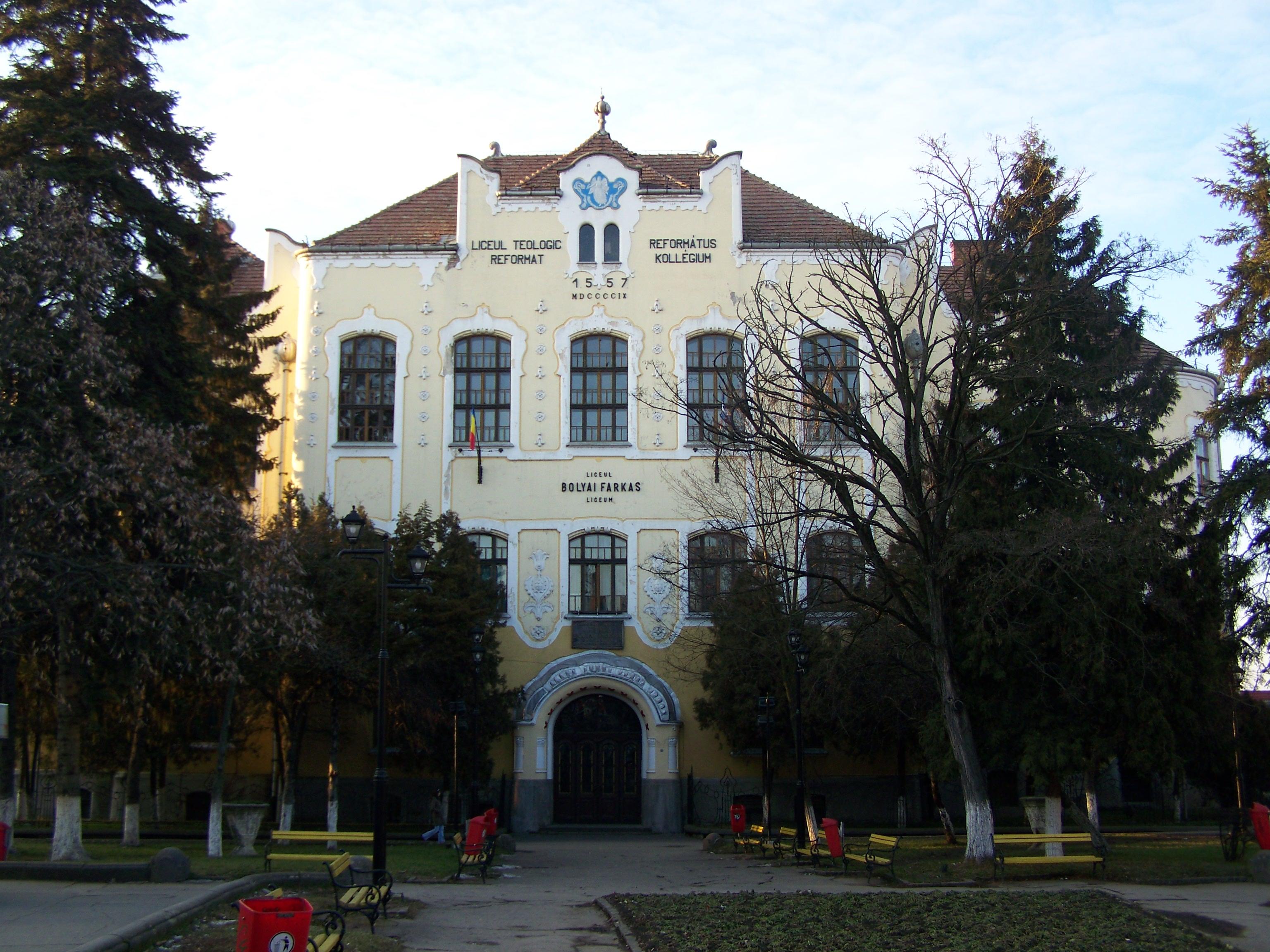
Liceul Teoretic „Bolyai Farkas” din Târgu Mureș

În 1802 s-a mutat cu familia la Târgu Mureș, unde a obținut un post de profesor de matematică la Colegiul Reformat din Târgu Mureș, care în prezent îi poartă numele.
Aici și-a petrecut peste cinci decenii din viață.
În 1825 devine membru al Academiei Ungare de Științe din Pesta.
Farkas Bolyai a fost un talent multiplu: cunoștea mai multe limbi străine (latină, greacă, ebraică), era pasionat de pictură, muzică, literatură și în special de matematică.
Din punct de vedere al concepțiilor filozofice, Bolyai era la început ateu, ca apoi să manifeste un idealism sub formă camuflată.

## Contribuții
Atras de problemele fundamentale ale geometriei, se ocupă de acest domeniu, încercând să fixeze bazele riguroase ale geometriei euclidiene. 
Astfel, a studiat axioma paralelelor și a remarcat faptul că aceasta este independentă de celelalte axiome ale geometriei.
Mai mult, a reușit să formuleze alte opt enunțuri echivalente ale acestei axiome.
În domeniul analizei matematice, studiază convergența seriilor și descoperă, independent de Joseph Ludwig Raabe, criteriul care poartă numele matematicianului elvețian.
Cercetările sale filozofice privind bazele matematicii au pregătit terenul pentru crearea geometriei non-euclidiene și a geometriei hiperbolice.
Cu toate acestea, la început, descurajează pe fiul său, János Bolyai, să studieze aceste domenii, ca apoi, în 1830, să-l încurajeze să-și publice lucrările referitoare la această nouă abordare a geometriei.
Farkas Bolyai a studiat și teoria ariilor și a demonstrat pentru prima dată teorema cu privire la echivalența ariilor poligonale.
Un alt domeniu matematic care l-a preocupat a fost și teoria numerelor.
Farkas Bolyai a introdus principiul general de raționament inductiv, care coincide, în esență, cu principiul inducției transfinite.
De asemenea, a introdus în învățământ calculul integral și mecanica rațională.

## Scrieri
Cea mai importantă scriere a sa este: Tentamen juventutem studiosam in elementa matheseos purae, elementaris ac sublimionis methodo intuitiva evidentiat - Que huic propria, introducendi (Încercare de introducere a tineretului studios în elemente de matematică pură, elementară și superioară, printr-o metodă intuitivă și evidența proprie a acesteia Târgu Mureș, 1832–1839, altă ediție în 1897).
Corespondența dintre Farkas Bolyai și Carl Friedrich Gauss a fost editată de către Smidt Ferencz și Stachel Pàl în 1899.

## In memoriam
- Monumentul celor doi Bolyai dezvelit la Târgu Mureș în 1957.
- Bustul matematicianului Farkas Bolyai (1757–1856), dezvelit în 2008 în satul său natal, Buia.[7]